# پیتر کمپبل (بازیکن واترپلو)
پیتر کمپبل (انگلیسی: Peter Campbell؛ زادهٔ may ۲۱, ۱۹۶۰ (۶۴ سال)) ورزشکار واترپلو اهل ایالات متحده آمریکا است.
وی در مسابقات کشوری و بین‌المللی در مجموع برندهٔ ۲ مدال نقره شده‌است.